# 중화열
중화열은 산과 염기가 중화될 때 나오는 열이다.
산과 염기의 1당량이 중화 반응을 일으켜 물과 염을 형성할 때 발생하는 엔탈피의 변화이다. 이것은 반응 엔탈피의 특수한 경우이다. 1몰의 물이 형성될 때 방출되는 에너지로 정의된다. 온도 298K(섭씨 25도), 압력 1기압, 물 1몰의 표준 조건에서 반응을 수행할 때 반응에서 방출되는 열을 표준 중화 엔탈피(ΔHn⊖)라고 한다.

## 같이 보기
- 발열 반응